# Santiago Lange
Santiago Lange (ur. 22 września 1961 w Buenos Aires) – argentyński żeglarz sportowy, dwukrotny brązowy medalista olimpijski, mistrz świata.
Brązowy medalista igrzysk olimpijskich w 2004 i w 2008 roku (partnerował mu Carlos Espínola) w klasie Tornado. Wcześniej, trzykrotnie startował w igrzyskach (1988, 1996, 2000), zajmując miejsca w czołowej dziesiątce regat. Złoty medalista igrzysk olimpijskich w 2016 roku.
Złoty medalista mistrzostw świata w 2004 roku, wicemistrz w 2006 i brązowy medalista w 2003 roku.